# خاتوشيلي الثالث
خاتوشيلي الثالث كان ملك الإمبراطورية الحيثية في الفترة ما بين 1267 – 1237 قبل الميلاد. كان الابن الرابع والأخير للملك مورسيلي الثاني وكان شقيقه مواتالي الثاني.
قاد خاتوشيلي القوات الحيثية ضد مصر في معركة قادش الأولى عام 1274 قبل الميلاد. خاتوشيلي والفرعون رمسيس الثاني توصلا إلى معاهدة سلام مصرية حيثية فيما بعد. وهي تعتبر أقدم معاهدة سلام محفوظة في العالم بسبب العديد من النسخ الأثرية التي وجدت في مصر.

## روابط خارجية
- خاتوشيلي الثالث على موقع الموسوعة البريطانية (الإنجليزية)